# کانسو گورل
کانسو گورل (انگلیسی: Cansu Gürel؛ زادهٔ ۳۰ ژانویهٔ ۲۰۰۲) بازیکن فوتبال اهل ترکیه است.
وی همچنین در تیم‌های ملی فوتبال Turkey women's national under-17 football team و Turkey women's national under-19 football team بازی کرده‌است.